# Пенні Пріцкер
Пенні Сью Пріцкер (англ. Penny Sue Pritzker; нар. 2 травня 1959, Чикаго, Іллінойс, США) — американська мільярдерка, підприємиця, громадська діячка і філантропиня, 38-й міністр торгівлі США (з 26 червня 2013 до 20 січня 2017), спецпредставниця США з питань економічного відновлення України. Вона є засновницею PSP Capital Partners і Pritzker Realty Group, а також співзасновницею Artemis Real Estate Partners. Представниця родини Пріцкерів.
2012 року журнал Чикаго назвав її однією зі 100 найвпливовіших жителів Чикаго. 2011 року Forbes назвав її 263 найбагатшою людиною в США, (власний капітал — 1 851 100 000 доларів США), та 651 багатою людиною у світі. 2009 року Forbes назвав Пріцкер однією зі 100 найвпливовіших жінок у світі.
14 вересня 2023 року Пенні Прітцкер була призначена президентом Байденом спеціальним представником США з питань економічного відновлення України. У цій ролі вона працює з українським урядом, G7, ЄС, міжнародними фінансовими установами, міжнародними партнерами та приватним сектором США.

## Цікаві факти
- Предки Пенні походять з українського села Великі Пріцьки;[6]  вони були власниками магазину.
- Пенні належить до одного з найбагатших сімейств США, їм належить мережа готелів Hyatt.[6]
- Обіймає посаду голови Harvard Corporation (одна з керівних рад Гарварду і найстаріша корпорація США, яку заснували у 1650-му), і є першою жінкою на цій посаді.

## Біографія
Пенні родом із чиказької родини, яка відома своєю бізнесовою імперією і давнім впливом у Демократичній партії США.
Здобула ступінь бакалавра з економіки Гарвардського університету, а також доктора юриспруденції та магістра ділового адміністрування у Стенфорді.
Вона відіграла одну з ключових ролей у зборі коштів на президентські кампанії Обами у 2008-му, та Байдена. 
У період із червня 2013-го по січень 2017 року була міністеркою торгівлі при адміністрації Обами.